# علی طرخانی
علی حاجی ترخانی (زاده ۱۳۰۳ در تهران – درگذشته ۱۳۷۲ در دمشق) از بازاریان تهران بود. او در سی‌ام بهمن ۱۳۵۷ طی حکمی از طرف سید روح‌الله خمینی، رهبر ایران، به همراه هفت نفر دیگر اداره امور اتاق بازرگانی ایران را در دست گرفتند. او امور اجرایی اتاق را برعهده داشت. طرخانی در سال ۱۳۳۱ به عنوان اولین شهردار کرج انتخاب شد. ترخانی در تجارت روغن و قند و شکر در بازار تهران فعالیت کرده.
وی یکی از مدیران موفق در عرصه مدیریت پیش و پس از انقلاب بوده که پیش از انقلاب در فعالیت‌های انقلابی نیز مشارکت داشت. او به فرمان روح‌الله خمینی اختیار اموال هژبر یزدانی را به اتفاق چند بازاری دیگر (اسدالله عسگراولادی و حبیب‌الله شفیق) در دست گرفت. وی مصادره اموال هژبر را به عهده گرفت، در پیام خمینی به وی آمده‌است: «جناب آقای حاج علی طرخانی – ایدة ا… تعالی، جنابعالی به اتفاق آقایان حاج اسدا… عسگر اولادی و حاج حبیب‌الله شفیق مأموریت دارید که آنچه از دارایی و مستغلات و زمینهای کشاورزی و تأسیسات دامداری به نام هژبر یزدانی می‌باشد، همه را در اختیار گرفته و حفاظت کنید و آنچه را ممکن است فروخته و به صورت نقد درآورید و به حسابی بنام سه نفری واریز نموده تا بعداً در مورد آن تصمیم اتخاذ شود.» بدلایل دیگری (کارخانه شهد خوی) خود طرخانی نیز یکی از ۵۱ نفری شد که طبق بند ب قانون حفاظت و توسعه صنایع ایران مصوب شورای انقلاب تمام اموالش مصادره شد.
از وی و خاندان بزرگ حاجی ترخانی مجموعه موقوفات عام بزرگ و مختلفی با نیات مختلف به جای مانده‌است.

## خانواده
علی حاجى ترخانى برادر کوچکتر کاظم حاجی ترخانى و برادر بزرگتر محمد تقى حاجى ترخانى و پسردایی علینقی و تقی خاموشی بود. محمدتقی حاج طرخانی که علاوه بر تجارت، فعالیت سیاسی نیز داشت در دهه ۱۳۵۰ به دست گروه فرقان ترور شد.
عموى وى، میرزا جوادآقا تهرانی (حاجی ترخانی) (زاده ۱۲۸۳ تهران و درگذشته ۱۳۶۸ مشهد) عالمی ربانی و از معاریف علمای خراسان و حوزه علمیه مشهد بود. ایشان در سال ۱۳۵۸ از سوی مردم خراسان به عنوان عضو مجلس خبرگان قانون اساسی برگزیده شد. پدر ايشان حاج اقا رضا شاهپوری (حاجى ترخانى) بود كه از طرف ايت الله بروجردى ساخت مسجد اعظم قم را بر عهده داشت.